# Abri du Bichel Sud
L'abri du Bichel Sud, ou abri Sud du Bichel, est un abri pour troupes d'intervalles, un des composants de la ligne Maginot. Il est situé sur la commune de Kœnigsmacker, dans le département de la Moselle.

## Description
Il s'agit d'un abri CORF (du nom de la Commission d'organisation des régions fortifiées), du type abri de surface (l'autre modèle étant l'abri-caverne). Il est de schéma classique pour ce type de réalisation, c'est-à-dire un monolithe de béton armé sur deux niveaux. Sa surface est d'environ 400 m2.
Son équipement comprend entre autres : 
- un circuit d'eau autonome par récupération d'eau de pluie et puits, avec citernes de stockage et dispositif de pompage ;
- une usine de production électrique lui assurant toute autonomie, et composée de deux moteurs mono-cylindres verticaux de marque SUPDI ;
- une cuisine à bois et charbon « François Vaillant », ainsi qu'une chaudière ;
- un dispositif de ventilation complet permettant la filtration de l'air extérieur en cas d'attaque aux gaz, avec mise en surpression possible des locaux intérieurs ;
- une infirmerie et un central téléphonique complètent cet ensemble.

La défense de proximité de l'ouvrage est classiquement assurée par deux cloches GFM (guetteur fusil-mitrailleur) battant la superstructure. La partie frontale est quant à elle percée de sept créneaux pour fusil-mitrailleurs, assurant également, de concert avec un dispositif de goulotte lance-grenades, la défense du fossé diamant.
L'ensemble est ceinturé d'un réseau de barbelés et d'ardillons.
Il est le dernier abri du secteur fortifié de Thionville avant le secteur fortifié de Boulay.

## État actuel
L'abri, propriété privée depuis 1972, a été pris en charge en 2002 après accord des propriétaires, par une association qui en assure sauvegarde et restauration. Il est ouvert sur demande et lors des Journées du patrimoine (3e week-end de septembre). À ces occasions, l'ouvrage est alors en grande partie regarni de ses équipements d'origine.